# Franco Riccardi
Franco Riccardi, född 13 juni 1905 i Milano, död 24 maj 1968 i Milano, var en italiensk fäktare.
Riccardi blev olympisk guldmedaljör i värja vid sommarspelen 1928 i Amsterdam och vid sommarspelen 1936 i Berlin.